# Andrzej Janczy
Andrzej Janczy (ur. 14 lipca 1954 w Nowym Targu) – polski hokeista, reprezentant kraju, olimpijczyk.
Reprezentował barwy Podhala Nowy Targ oraz Legii Warszawa. Wraz z Podhalem wywalczył 4 tytuły mistrza Polski.
W reprezentacji Polski wystąpił 40 razy. Był w składzie drużyny narodowej grającej w igrzyskach olimpijskich 1980 w Lake Placid.